# Lowlands 2009
Lowlands 2009 (voluit: A Campingflight to Lowlands Paradise) is een Nederlands muziek- en cultuurfestival dat op 21, 22 en 23 augustus 2009 heeft plaatsgevonden in Biddinghuizen. Het was de 17e editie van het Lowlandsfestival. Het heeft daar sinds 1993 plaatsgevonden, daarvoor werd het festival al tweemaal georganiseerd in de Jaarbeurs te Utrecht.
Het festival was op 1 mei 2009 uitverkocht. Nog niet eerder in de geschiedenis van het festival waren zo vroeg in het jaar alle 55.000 kaarten verkocht.

## Artiesten
| - 2 Many DJs - A Brand - Alex Agnew - Amsterdam Klezmer Band - Arctic Monkeys - Aux Raus - Babylon Circus - Beirut - Basement Jaxx - Beirut - Bertolf - Bloc Party - Boys Noize - Bon Iver - Brokencyde - Bring Me the Horizon - Calexico - Collie Buddz & The New Kingston Band - Crookers - Crystal Fighters - Delain - De Staat - Destine - Dio - Dizzee Rascal - Drijvende Diva - Drive Like Maria | - Eagles of Death Metal - Elle Bandita - Enter Shikari - Faith No More - Florence and The Machine - Ghinzu - Grace Jones - Grizzly Bear - Hank III & Assjack - Kaiser Chiefs - Kasabian - Klaxons - Kyteman's Hiphop Orkest - La Caravane Passe - La Roux - Lady Sovereign - Lily Allen - Little Boots - Maxïmo Park - Metric - Miss Montreal - Moke - Nina Kinert - Opeth - Paolo Nutini - Passion Pit - Patrick Watson | - Patrick Wolf - Razorlight - Radio Barkas! - Reverend and The Makers - Roosbeef - Rusko - Ska-P - Snoop Dogg - Sonata Arctica - Speedy J - Spinnerette - The Aggrolites - The Airborne Toxic Event - The Blackout - The Gaslamp Killer - The Living End - The Madd - The Prodigy - Them Crooked Vultures (de "surprise act") - Thursday - Vampire Weekend - Vitalic - White Lies - The Whitest Boy Alive - Wilco - Ziggi |

## Afzeggingen
- Fall Out Boy maakte op 17 mei bekend te gaan toeren met Blink 182, waardoor ze hun optreden op Lowlands 2009 af moesten zeggen.
- The Parlor Mob heeft afgezegd.